# Егоров, Василий Григорьевич
Васи́лий Григо́рьевич Его́ров (1899 — 1950) — советский партийный деятель. Входил в состав особой тройки НКВД СССР в течение 2-х месяцев, жертва политических репрессий.

## Биография
Родился в 1899 году в селе Березовка Козловского уезда Тамбовской губернии. В 1915 году переехал в Баку. Работал сторожем, рассыльным, разнорабочим. По национальности русский.
В марте 1917 года стал членом РСДРП(б) и начал принимать активное участие в её работе. С 1917 по 1922 годы был инструктором-агитатором Бакинского Совета, ответственным секретарём СНК Бакинской коммуны, членом Президиума Бакинского комитета РКП(б). Редактировал нелегальную партийную газету. Был заместителем председателя Исполнительного комитета Бакинского Совета.
В 1922 году стал председателем Исполнительного комитета Бакинского городского Совета. В 1923—1924 годах работал в Москве в ЦК РКП(б) и Краснопресненском районном комитете РКП(б). В 1924—1925 годах был ответственным секретарём Омского губернского комитета РКП(б).
С августа 1927 года по ноябрь 1930 года выполнял обязанности ответственного секретаря Вотского областного комитета ВКП(б).
В 1930—1936 годах последовательно работал секретарём райкома ВКП(б), секретарём Московского горкома ВКП(б), заместителем председателя Центрального Союза потребительских обществ.
До 5 декабря 1936 года, когда Чечено-Ингушская автономная область была преобразована в Чечено-Ингушскую Автономную Советскую Социалистическую Республику, был первым секретарём Чечено-Ингушского областного (АО) комитета ВКП(б). С этого момента до 10 октября 1937 года был первым секретарём Чечено-Ингушского областного комитета ВКП(б). Этот период отмечен вхождением в состав особой тройки, созданной по приказу НКВД СССР от 30.07.1937 № 00447 и участием в сталинских репрессиях. Постановлением Пленума Чечено-Ингушского областного комитета ВКП(б) (07-10 октября 1937 г.) освобождён от исполнения обязанностей 1-го секретаря Чечено-Ингушского областного комитета ВКП(б).
После оставления должности до апреля 1938 года работал начальником планового отдела в Ярославле.
Делегат XV (1927) и XVI съездов ВКП(б) (1930), XVI (1929) и XVII партконференций (1932).

## Арест и смерть в заключении
1 мая 1938 года арестован. 13 июля 1941 года приговорён к 20 годам лишения свободы. Обвинён, в том, что, якобы, являлся агентом немецкой разведки с 1922, а с 1936 года активным участником антисоветской «право-троцкистской организации» на Северном Кавказе, «возглавлял право-троцкистское подполье и руководил диверсионно-вредительской работой организации правых в нефтяной промышленности и сельском хозяйстве Чечено-Ингушской АССР». Приговорён к 20 годам лишения свободы. Скончался в тюрьме 4 июля 1950 года.
В 1955 году (по другим сведениям в 1957) был полностью реабилитирован (посмертно).